# Bob Bob Ricard
«Bob Bob Ricard» (также BBR) — ресторан, расположенный недалеко от площади Голден-Сквер в Лондоне, в районе Сохо (англ. Soho).

## Вдохновение
В большинстве обзоров «Bob Bob Ricard» сравнивается с рестораном The Wolseley, что может означать его попытку скопировать стиль. Если верить сообщениям владельцев ресторана на Твиттере, они вдохновились ресторанами «Rules» (старейший в Лондоне, основан в 1798 год) и ныне закрытым Café Royal, располагавшимся на знаменитой улице Риджент-стрит (англ. Regent Street). Традиционное английское меню и пышный интерьер порождают больше сходств с двумя вышеупомянутыми ресторанами, чем с рестораном «Wolseley».

## История заведения
Ресторан был открыл в конце 2008 год на месте, где ранее располагался ресторан «Circus», имевший минималистичный интерьер, выполненный в середине 1990-х по проекту Дэвида Чипперфилда (англ. David Chipperfield). «Bob Bob Ricard» имеет один из самых суперсовременных и эксцентричных интерьеров во всей Великобритании. Авторство проекта принадлежит Дэвиду Коллинзу (англ. David Collins), известному по дизайну лондонских ресторанов «The Ivy» и «Wolseley».
В ресторанных обзорах владелец «Bob Bob Ricard» наиболее часто называется русским олигархом Сергеем (англ. Sergey). Возможно, это мнение появилось, когда Жиль Корен сделал ошибку в своём обзоре в газете «Times», а другие — включая Мэттью Нормана (англ. Matthew Norman) из еженедельника «Observer» — её слепо скопировали. Настоящее имя владельца ресторана — Леонид Шутов (англ. Leonid Shutov). Совладельцем ресторана является Ричард Ховарт (англ. Richard Howarth).

## «Война цен» на вино
Руководство ресторана породило большие споры, «объявив» то, что некоторые назвали «войной цен» (англ. “a price war”) лучших лондонских ресторанов. Ими была введена относительно прозрачная система цен на вино: наценка не должна быть более 50 £ (фунтов стерлингов) за бутылку, сколько бы вино ни стоило. И если цены на недорогое вино и шампанское могут несильно отличаться от цен в других дорогих лондонских ресторанах, то разрыв становится разительным при цене вина более 30—40 £ за бутылку. Пойдя на беспрецедентный шаг, руководство «Bob Bob Ricard» стало непосредственно указывать цены на вина у их конкурентов. Самые дорогие вина ресторана, «Эшезо́ гран» (фр. Echezeaux Grand) 1996 года и «Доме́н де ля Романе́-Конти́» (фр. Domaine de la Romanée-Conti), продаются по цене 483 £, а то же самое вино в ресторане Алена Дюкасса (англ. Alain Ducasse) продаётся по цене 1600 £. В действительности, отход от привычной ценовой политики настолько серьёзен, что приводит к недополучению 32 % прибыли даже по сравнению с розничной продажей (цена на это же вино в «Harrods» — 675 £).
Как незамедлительный результат этого «акта войны», окна ресторана несколько раз забрасывались яйцами, а некоторые лучшие ресторанные залы в Лондоне больше не принимали заказы. В долгосрочной перспективе это вызывает множество споров по поводу того, приведёт ли это к изменению ценовой политики в отношении вин в самых дорогих ресторанах Лондона и даже всей Великобритании, положив конец исторически сложившимся высоким ценам на вино.

## Дизайн интерьера
Стивен Бэйли, британский дизайн-критик и писатель, журналист газеты «Observer», в январе 2009 описал интерьер ресторана «Bob Bob Ricard» как «нетипичный и причудливый» (англ. “foreign and weird”), «небрежно выполненный по ненадлежащему плану» (англ. “fastidiously executed to the wrong plan”) и содержащий «причудливое сочетание американского ресторанного стиля Нормана Роквелла вкупе с банкетными залами, мозаичными полами, возможно из каннского рыбного ресторана, зеркальным потолком под старину» (англ. “a bizarre combination of Norman Rockwell-style American diner with banquettes, plus terrazzo, perhaps from a Cannes fish restaurant, antiqued mirror ceiling”), созданный, чтобы попасть в «мусорную корзину истории» (англ. “the trashcan of history”). В том же месяце «Bob Bob Ricard» стал победителем премии «Global Design Awards» журнала Wallpaper, а в сентябре ресторан был выбран победителем премии «Eating & Drinking Awards 2009» компании «Тайм-аут» в номинации «Лучший современный дизайн» (англ. Best New Design) со ссылкой, что, «поработав с просторной темой „Восточного экспресса“, которая соответствует духу американских ресторанов, (Дэвид) Коллинз привнёс изысканность и профессионализм в этот ресторан, стоящий в районе Сохо, с его изысканной отделкой, уютными местами для сидения, мраморными столешницами, занавесками, подобными театральным, деревянными панелями, медными перилами и инкрустированными полами» (англ. “working within a loose theme of Orient Express meets American diner, (David) Collins has brought polish and professionalism to this Soho restaurant, with exquisite finishes, intimate booth seating, marble table tops, theatrical drapes, wooden panelling, brass rails and an inlaid floor”).

## Отзывы
Один из британских ресторанных критиков, журналист воскресной газеты «Sunday Times» Адриан Энтони Джил, описавший «Bob Bob Ricard» как «ванную комнату Либерачи, помещённую в техасскую кафешку» (англ. “Liberace’s bathroom dropped into a Texan diner”), назвал ресторан «последним пристанищем индейки» (англ. “the last turkey standing”) и присудил заведению «нуль звёзд» (англ. “No stars”) из пяти. В то же время, в телешоу «MasterChef» на телеканале «BBC1» весьма разборчивый Грегг Уоллес дал ресторану «10 из 10 за блюда» (англ. “10 out of 10 for food”) в его обзоре для журнала «Olive», принадлежащего «Би-би-си»; в то же время в интервью для газеты Metro весьма уважаемый гурман, Марина О’Лафлин (англ. Marina O’Loughlin), сказала: «Я готова подтвердить абсолютно все заслуги ресторана, я обожаю вкуснейшую кухню „Bob Bob Ricard“» (англ. “I’m prepared to dent any possible credentials by saying I love the deliciously daft Bob Bob Ricard”). Интересно, что за обзором Мэттью Нормана в газете «Guardian» в апреле 2009 последовала подобная публикация в мае 2009, объявившая «Bob Bob Ricard» номером 22 в рейтинге «50 лучших ресторанов мира» (англ. The World’s 50 Coolest Places to Eat), что лучше результата лондонских ресторанов «Scott’s» (27 место) и «Cecconi’s» (45 место).